# Szilágybogya
Szilágybogya (Bodia), település Romániában, a Partiumban, Szilágy megyében.

## Fekvése
Zilahtól délre, az Egregy-patak völgyében fekvő település.

## Története
Szilágybogya nevét 1538-ban említette először oklevél Bugya néven.
1600-ban Budgya, Budgia, 1750-ben Bogya, 1808-ban Budgya, Budendorf, Budgyia, 1861-ben Budgya, Bogyie, 1913-ban Szilágybogya néven írták.
Szilágybogya 1467 előtt a Dobokai család részbirtoka volt. 1467-ben Dobokai Miklós hűtlensége miatt itteni részbirtokát Mátyás király Mindszenti János, Mátyás és Miklós fivéreknek adományozta.
1558-ban Izabella királynétól és János Zsigmondtól Bánfi Pál, Nyujtódi István, Tót Mihály, Nagymihályi Anna és János, Kendi Katalin és Mihály meg Szalánchi Dorottya és János s mindkét nembeli utódaik a birtokot adományul kapták.
1600-ban Zilhai Literatus Márton zálogbirtoka aki ezt a birtokot Nagy Mihály Páltól vette zálogba. Nagymihályi Pongrácz László eladta (Budgiat) Nagydobai Spáczai Mihály-, János- és Miklósnak.
1837-ben birtokosai: Béldi, Rédei grófok, Kemény báró és Simándi nemesek voltak.
1910-ben 792 lakosából 16 magyar, 453 román volt. Ebből 87 görögkatolikus, 372 református, 13 izraelita volt.
A trianoni békeszerződés előtt Szilágy vármegye Zilahi járásához tartozott.

## Hivatkozások

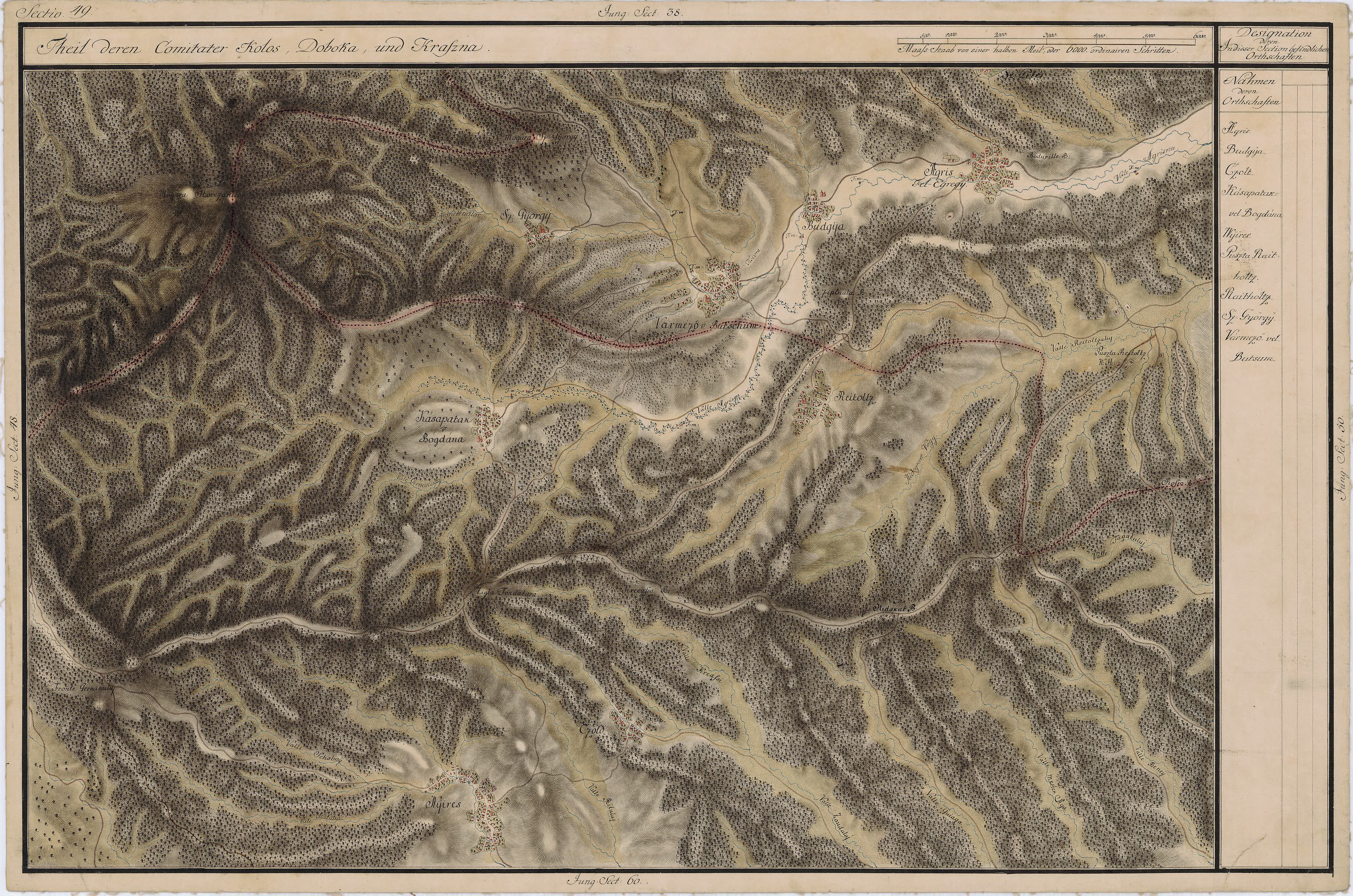
Szilágybogya egy régi térképen